# Scopula concatenata
Scopula concatenata là một loài bướm đêm trong họ Geometridae.